# Světová skautská konference
Světová skautská konference (World Scout Conference) je řídícím orgánem WOSM. Členské organizace na konferenci řeší důležité aspekty a budoucnost skautského hnutí. Světová skautská konference se koná každé tři roky. V letech 1971 až 2021 ji předcházelo světové skautské fórum mládeže. Na konferenci se také volí světový skautský výbor a pořadatelé světových skautských akcí, tedy světové skautské konference, světového skautského jamboree a světového skautského mootu.
Každá národní skautská organizace může na konferenci vyslat nejvýše šest delegátů a několik pozorovatelů. Pro delegáty neexistuje žádné věkové omezení.
První konference se konala v roce 1920 v Anglii, koná se od té doby každé dva až tři roky. Výjimku tvořila doba během druhé světové války v letech 1939 až 1945 a poté během globální pandemie koronaviru, kdy byla konference o rok posunuta a konala se on-line.  Prozatím poslední světová skautská konference se konala v srpnu 2024 v Egyptě. 

## Seznam světových skautských konferencí
| Rok  | Název akce                    | Země                               | Místo                              | Datum                | Počet zemí | O pořadatelství také usiloval                      |
| ---- | ----------------------------- | ---------------------------------- | ---------------------------------- | -------------------- | ---------- | -------------------------------------------------- |
| 1920 | 1st International Conference  | Spojené království                 | Londýn                             | 30. 7. – 8. 8. 1920  | 33         | ---                                                |
| 1922 | 2nd International Conference  | Francie                            | Paříž                              | 22.–29. 7. 1922      | 30         |                                                    |
| 1924 | 3rd International Conference  | Dánsko                             | Kodaň                              | 18.–20. 8. 1924      | 34         |                                                    |
| 1926 | 4th International Conference  | Švýcarsko                          | Kandersteg                         | 22.–28. 8. 1926      | 29         |                                                    |
| 1929 | 5th International Conference  | Spojené království                 | Birkenhead                         | 7.–8. 8. 1929        | 33         |                                                    |
| 1931 | 6th International Conference  | Rakousko                           | Baden bei Wien                     | 23.–29. 7. 1931      | 44         |                                                    |
| 1933 | 7th International Conference  | Maďarsko                           | Gödöllő                            | 7.–8. 8. 1933        | 31         |                                                    |
| 1935 | 8th International Conference  | Švédsko                            | Stockholm                          | 5.–7. 8. 1935        | 28         | ---                                                |
| 1937 | 9th International Conference  | Nizozemsko                         | Haag                               | 10.–12. 8. 1937      | 34         | ---                                                |
| 1939 | 10th International Conference | Spojené království                 | Edinburgh                          | 26.–28. 7. 1939      | 27         | Norsko, Polsko                                     |
| 1941 | 11th International Conference | Francie                            |                                    |                      |            | ---                                                |
| 1947 | 11th International Conference | Francie                            | Château de Rosny-sur-Seine         | 19.–22. 8. 1947      | 32         | ---                                                |
| 1949 | 12th International Conference | Norsko                             | Elvesaeter                         | 8.–10. 8. 1949       | 25         | Austrálie, Belgie, Československo, Jamajka, Mexiko |
| 1951 | 13th International Conference | Rakousko                           | Salcburk                           | 31. 7. – 2. 8. 1951  | 34         | Dánsko                                             |
| 1953 | 14th International Conference | Lichtenštejnsko                    | Vaduz                              | 8.–12. 8. 1953       | 35         | ---                                                |
| 1955 | 15th International Conference | Kanada                             | Niagara Falls, Ontario             | 28.–31. 8. 1955      | 44         | Sýrie                                              |
| 1957 | 16th International Conference | Spojené království                 | Cambridge                          | 14.–16. 8. 1957      | 52         | ---                                                |
| 1959 | 17th International Conference | Indie                              | Nové Dillí                         | 29. 7. – 3. 8. 1959  | 35         | ---                                                |
| 1961 | 18th International Conference | Portugalsko                        | Lisabon                            | 20.–24. 9. 1961      | 50         | ---                                                |
| 1963 | 19th World Scout Conference   | Řecko                              | Rhodos                             | 12.–19. 8. 1963      | 52         |                                                    |
| 1965 | 20th World Scout Conference   | Mexiko                             | Mexico City                        | 26. 9. – 3. 10. 1965 | 59         | ---                                                |
| 1967 | 21st World Scout Conference   | USA                                | Seattle                            | 11.–17. 8. 1967      | 70         | ---                                                |
| 1969 | 22nd World Scout Conference   | Finsko                             | Otaniemi                           | 21.–27. 8. 1969      | 64         |                                                    |
| 1971 | 23rd World Scout Conference   | Japonsko                           | Tokio                              | 12.–17. 8. 1971      | 71         |                                                    |
| 1973 | 24th World Scout Conference   | Keňa                               | Nairobi                            | 16.–21. 7. 1973      | 77         |                                                    |
| 1975 | 25th World Scout Conference   | Dánsko                             | Lundtoft                           | 8.–15. 8. 1975       | 87         |                                                    |
| 1977 | 26th World Scout Conference   | Kanada                             | Montreal                           | 18.–23. 7. 1977      | 81         | Brazílie                                           |
| 1979 | 27th World Scout Conference   | Spojené království                 | Birmingham                         | 15.–21. 7. 1979      | 81         | Írán (zrušeno)                                     |
| 1981 | 28th World Scout Conference   | Senegal                            | Dakar                              | 10.–14. 8. 1981      | 74         |                                                    |
| 1983 | 29th World Scout Conference   | USA                                | Dearborn                           | 18.–22. 7. 1983      | 90         |                                                    |
| 1985 | 30th World Scout Conference   | Západní Německo                    | Mnichov                            | 15.–19. 7. 1985      | 93         |                                                    |
| 1988 | 31st World Scout Conference   | Austrálie                          | Melbourne                          | 11.–15. 1. 1988      | 77         |                                                    |
| 1990 | 32nd World Scout Conference   | Francie                            | Paříž                              | 23.–27. 7. 1990      | 100        |                                                    |
| 1993 | 33rd World Scout Conference   | Thajsko                            | Sattahip                           | 19.–23. 7. 1993      | 99         |                                                    |
| 1996 | 34th World Scout Conference   | Norsko                             | Oslo                               | 8.–12. 7. 1996       | 108        |                                                    |
| 1999 | 35th World Scout Conference   | Jihoafrická republika              | Durban                             | 26.–30. 7. 1999      | 116        |                                                    |
| 2002 | 36th World Scout Conference   | Řecko                              | Soluň                              | 15.–19. 7. 2002      | 125        |                                                    |
| 2005 | 37th World Scout Conference   | Tunis                              | Yasmine Hammamet                   | 5.–9. 9. 2005        | 122        | Hongkong                                           |
| 2008 | 38th World Scout Conference   | Jižní Korea                        | Jeju-do                            | 14.–18. 7. 2008      | 150        | ---                                                |
| 2011 | 39th World Scout Conference   | Brazílie                           | Curitiba                           | 10.–14. 1. 2011      | 138        | Austrálie, Hongkong, Švýcarsko                     |
| 2014 | 40th World Scout Conference   | Slovinsko                          | Ljubljana                          | 11.–14. 8. 2014      | 143        | Itálie                                             |
| 2017 | 41st World Scout Conference   | Ázerbájdžán                        | Baku                               | 14.–18. 8. 2017      | 169        | Malajsie                                           |
| 2020 | 42nd World Scout Conference   | Egypt                              | Sharm el-Sheikh                    | 21.–24. 9. 2020      |            | Malajsie                                           |
| 2021 | 42nd World Scout Conference   | Akce přesunuta do on-line formátu. | Akce přesunuta do on-line formátu. | 23.–27. 8. 2021      | 163        | Malajsie                                           |
| 2024 | 43rd World Scout Conference   | Egypt                              | Káhira                             | 17.–23. 8. 2024      |            | Francie, Mexiko                                    |
| 2027 | 44th World Scout Conference   | Spojené království                 | Londýn                             | 29.11.–3.12. 2027    |            | Rwanda                                             |

## Seznam světových skautských fór mládeže
Světové skautské fórum mládeže (World Scout Young Forum) byl v letech 1971 až 2021 vzdělávací nástroj pro podporu mládeže v nejstarší skautské kategorii, účastnili se ho se skauti ve věku 18 - 25 let. Každá národní organizace mohla poslat maximálně dva delegáty. Fórum mělo umožnit mladým lidem podílet se sdílení zkušeností, řešit aktuální problém společnosti a přispívat novými nápady, jak obohatit vzdělávací programy pro mladé lidi nad 16 let.   
Na 37. Světové skautské konferenci v Tunisu byla také zřízena poradní skupina mladých, kteří se podílí na rozhodovacích procesech světového skautského výboru. Úvodní přednášku v oblasti angažovanosti mladých měla na světovém skautském fóru mládeže v roce 2017 česká skautka Lucie Myslíková z Brna.
Poslední Světové skautské fórum mládeže se konalo v roce 2021. Vedení WOSM rozhodlo, že se další fórum neuskuteční a to z důvodu přípravy nové akce pro mládež. Část původního programu fóra je od roku 2024 součástí světové skautské konference.
| Time | Název akce                   | Země                               | Město                              | Datum           |
| ---- | ---------------------------- | ---------------------------------- | ---------------------------------- | --------------- |
| 1971 | 1st World Scout Young Forum  | Japonsko                           | Tokio                              |                 |
| 1975 | 2nd World Scout Young Forum  | Norsko                             | Lillehammer                        |                 |
| 1983 | 3rd World Scout Young Forum  | Kanada                             | Alberta                            |                 |
| 1990 | 4th World Scout Young Forum  | Austrálie                          | Melbourne                          |                 |
| 1992 | 5th World Scout Young Forum  | Švýcarsko                          | Kandersteg                         |                 |
| 1996 | 6th World Scout Young Forum  | Norsko                             | Moss                               |                 |
| 1999 | 7th World Scout Young Forum  | Jihoafrická republika              | Balgowan                           |                 |
| 2002 | 8th World Scout Young Forum  | Řecko                              | Metsovo                            |                 |
| 2005 | 9th World Scout Young Forum  | Tunis                              | Yasmine Hammamet                   |                 |
| 2008 | 10th World Scout Young Forum | Jižní Korea                        | Iksan                              | 7.–10. 7. 2008  |
| 2011 | 11th World Scout Young Forum | Brazílie                           | Blumenau                           | 3.–6. 1. 2011   |
| 2014 | 12th World Scout Young Forum | Slovinsko                          | Rogla                              | 4.–7. 8. 2014   |
| 2017 | 13th World Scout Young Forum | Ázerbájdžán                        | Qabala                             | 7.–10. 8. 2017  |
| 2020 | 14th World Scout Young Forum | Egypt                              | Sharm el-Sheikh                    | 14.–17. 8. 2020 |
| 2021 | 14th World Scout Young Forum | Akce přesunuta do on-line formátu. | Akce přesunuta do on-line formátu. | 16.–20. 8. 2021 |